# Manuela Mena
Manuela Beatriz Mena Marqués, plus connue sous le nom de Manuela Mena (Madrid, 30 janvier 1949) est une historienne de l'art qui occupe le poste de responsable de la conservation de la peinture du XVIIIe siècle et de Francisco de Goya au musée du Prado depuis 2001. Elle est considérée comme l'un des principaux experts mondiaux sur le peintre espagnol.

## Biographie
Manuela Beatriz Mena Marqués naît à Madrid le 30 janvier 1949.
Elle obtient un doctorat en histoire de l'art de l'université Complutense de Madrid en 1976, spécialisé dans le dessin et la peinture italiens du XVIIe siècle.
Après avoir enseigné à l'Université autonome de Madrid de 1971 à 1981, elle passe un concours pour entrer au musée du Prado en tant que conservatrice des dessins et estampes. Elle est également sous-directrice du département de Conservation et recherche de 1981 à 1996.
Manuela Mena est mariée avec l'historien de l'art britannique Norman Rosenthal (en).
En 2008, elle annonce le retrait de l'attribution du Colosse à Francisco de Goya, ce qui génère de nombreux débats sur la paternité de l'œuvre, réattribuée en 2021 au maître aragonais,.
En 2001, elle devient cheffe du département de Conservation de peinture du XVIIIe siècle et Goya, un poste qu'elle occupe jusqu'en 2018.

## Expositions organisées
Manuela Mena a organisé ou participé à l'organisation de nombreuses expositions au musée du Prado, parmi lesquelles :
- « Murillo » (1982), sur Esteban Murillo, en collaboration avec la Royal Academy de Londres ;
- une exposition sur les dessins italiens du XVIIe siècle (1983), pour laquelle elle est commissaire ;
- « Cuadros de gabinete, bocetos y miniaturas, Rafael y España » (1985), pour laquelle elle est commissaire ;
- « Monstruos, enanos y bufones en la corte de los Austrias » (1986) ;
- « Goya y el espíritu de la Ilustración » (1989), sur Francisco de Goya et l'Espagne des Lumières, en collaboration avec le musée des Beaux-Arts de Boston et le Metropolitan Museum of Art de New York ;
- une exposition sur Diego Velázquez (1990) ;
- une exposition sur les dessins italiens du XVIIIe siècle (1991), pour laquelle elle est commissaire ;
- une exposition sur José de Ribera (1992) ;
- « Goya: el capricho y la invención » (1994), pour laquelle elle est responsable scientifique aux côtés de Juliet Wilson-Bareau ;
- « Sebastiano del Piombo y España » (1995), sur Sebastiano del Piombo ;
- « Manet en el Prado » (2003), sur Édouard Manet.

## Publications

### Monographies
- (es) Dibujos italianos del siglo XVII, «Museo del Prado. Catálogo de dibujos VI», Madrid : Ministerio de Cultura, 1983  (ISBN 8450089778).
- (es) El 'cuaderno italiano', 1770-1786. Los orígenes del arte de Goya, 2 vols., Madrid, Museo del Prado, 1994.
- (es) (avec José Manuel Pita Andrade et José Rogelio Buendía) Goya en San Antonio de la Florida, Madrid : Museos municipales de Madrid, 1999 (BNF 44416451).
- (es) Francisco de Goya: La riña en el Mesón del Gallo, Madrid, Museo Nacional del Prado, 2002.
- (es) Goya: la metáfora de los «Cómicos ambulantes», Barcelone : Fundación Amigos del Museo del Prado-Galaxia Gutenberg-Círculo de Lectores, 2004.
- (es) (avec Gudrun Mühle-Maurer) La Duquesa de Alba, "musa" de Goya: el mito y la historia, Madrid : Museo Nacional del Prado, 2006, 272 p.  (ISBN 978-84-95241-52-8).
- (es) (avec Gudrun Mühle-Maurer) Cómicos ambulantes, Madrid : Museo Nacional del Prado, 2008.
- (es) La belleza encerrada : de Fra Angelico a Fortuny, Madrid : Museo Nacional del Prado, 2013  (ISBN 9788484802617).
- (es) (avec Virginia Albarrán Martín) Bartolomé Esteban Murillo (1617-1682) : dibujos : catálogo razonado, Santander : Fundación Botín, 2015 (BNF 45061176).

### Catalogues d'exposition
- (es) Dibujos italianos de los siglos XVII y XVIII en la Biblioteca Nacional (cat. exp.), Madrid : Dirección General del Libro y Bibliotecas, 1984  (ISBN 8474833701) (BNF 35511604).
- (es) Rubens copista de Tiziano (cat. exp.), Madrid : Museo del Prado, 1987 (BNF 40381443).
- (es) (avec Juliet Wilson-Bareau) Goya : el capricho y la invención : cuadros de gabinete, bocetos y miniaturas (cat. exp.), Madrid : Museo del Prado, 1993  (ISBN 8487317243) (BNF 37614045).
- (es) Goya y Maella en Valencia : del boceto al cuadro de altar (cat. exp.), Valence : Generalitat Valenciana, 2002 (BNF 38823889).
- (es) Manet en el Prado (cat. exp.), Madrid : musée du Prado, 2003, 540 p.  (ISBN 84-8480-053-9) (BNF 39109248).
- (de) (avec Peter-Klaus Schuster et Wilfried Seipel) Goya : Prophet der Moderne (cat. exp.), Cologne, Berlin, Vienne : Dumont, Alte Nationalgalerie, Musée d'Histoire de l'art de Vienne, 2005 (BNF 42255359).
- (es) (avec José Luis Díez) Goya en Tiempos de Guerra (cat. exp.), Madrid : Museo Nacional del Prado, 2008  (ISBN 9788484801436) (BNF 41293866).
- (es) (avec Richard Hamilton) Las meninas de Richard Hamilton, Madrid : Museo Nacional del Prado, 2010 (BNF 43895745).
- (es) (avec José Manuel Matilla) Goya: luces y sombras, Madrid : Museo nacional del Prado et Barcelone : CaixaForum, 2012 (BNF 42676165).
- (es) (avec Gudrun Maurer, Virginia Albarrán Martín, Gemma Cobo et Janis Tomlinson) Goya en Madrid : cartones para tapices 1775-1794 (cat. exp.), Madrid : Museo Nacional del Prado, 2014  (ISBN 9788484803027).
- (en) (avec Xavier Bray, Juliet Wilson-Bareau, Thomas Gayford et Allison Goudie) Goya: the portraits (cat. exp.), Londres : National Gallery, 2015 (BNF 44524097).
- (es) (avec Gudrun Maurer) Goya y la corte ilustrada (cat. exp.), Barcelona : Fundación Bancaria "la Caixa" ; Madrid : Museo nacional del Prado, 2017  (ISBN 9788499001937) (BNF 46511268).
- (en) (avec José Manuel Matilla) Goya: dibujos : solo la voluntad me sobra (cat. exp.), Madrid : Museo Nacional del Prado, 2019  (ISBN 9788484805397) (BNF 46549111).

### Participation dans d'autres ouvrages
- (es) J. L. Díez, Artistas pintados: retratos de pintores y escultores del siglo XIX en el Museo del Prado, Madrid : Ministerio de Educación y Ciencia, 1997.
- (en) J. Morales Vallejo et L. Ruiz Gómez, The Majesty of Spain: Royal Collections from The Museo del Prado & The Patrimonio Nacional, cat. exp., Jackson (Mississippi) : Mississippi Arts Pavillion, The Mississippi Commission for International Cultural Exchange Inc., 2001.
- (es) J. Barón, El retrato español en el Prado: de Goya a Sorolla, Madrid : Museo Nacional del Prado, 2007.
- (en) Sheena Wagstaff, Juan Muñoz : a retrospective (cat. exp.), Londres : Tate, 2008  (ISBN 9781854377326).

### Éditions étrangères notables
- (it) Da el Greco a Goya: i secoli d'oro della pittura spagnola, éd. Electa, Florence, 1986.
- (fr) (avec Jeannine Baticle et Nigel Glendinning, Goya, Paris : A. Biro, 1988 (BNF 34961456).
- (en) (avec Hilliard T. Goldfarb et David Freedberg) Titian and Rubens: power, politics and style (cat. exp.), Boston (Mass.) : Isabella Stewart Gardner museum, 1998 (BNF 37049171).